# Wellen (culinair)
Het begrip wellen wordt voornamelijk gebruikt in de context van koken en heeft twee betekenissen:
- Het wellen van een vloeistof betekent dat men deze tot net onder het kookpunt verhit, waardoor het bijna kookt. Biest mag bijvoorbeeld per se niet koken en wordt daarom geweld.

- Het laten opzwellen van gedroogde groenten, peulvruchten of van gedroogd fruit (zoals tuttifrutti of krenten en rozijnen die gebruikt worden bij bereiding van vruchtenbrood) in handlauw water of andere vloeistof, bijvoorbeeld rum voor gedroogde rozijnen.

## In populaire cultuur
In een lied van Vliegende Panters: "Of als rozijnen liggen te wellen, terwijl het recept krenten vermeldt. Hebben die rozijnen dan zinloos geweld?".